# Hultsfred (Gemeinde)
Koordinaten: 57° 30′ N, 15° 51′ O

Hultsfred ist eine Gemeinde (schwedisch kommun) in der schwedischen Provinz Kalmar län und der historischen Provinz Småland. Der Hauptort der Gemeinde ist Hultsfred.
Historisch kommt „Hultsfred“ aus dem Altschwedischen und bedeutet „Waldfrieden“.

## Sehenswürdigkeiten
In Hultsfred findet seit 1986 jährlich im Juni das Hultsfredfestivalen statt, früher das größte Rock- und Popmusikfestival Skandinaviens.
Die schmalspurige Museumseisenbahn „Smalspåret“ fährt von Hultsfred über Ankarsrum nach Västervik.

## Orte
Folgende Orte sind Ortschaften (tätorter):
- Hultsfred
- Järnforsen
- Målilla
- Mörlunda
- Rosenfors
- Silverdalen
- Vena
- Virserum

In der Gemeinde Hultsfred befindet sich auch der Ort Lönneberga, in dem die Schriftstellerin Astrid Lindgren die Geschichte von Michel aus Lönneberga spielen ließ.